# Susannah Constantine
Susannah Caroline Constantine (Londen, Engeland, 3 juni 1962) is een Britse tv persoonlijkheid, journaliste, auteur en televisiepresentatrice. Ze is meest bekend als de presentator van What Not to Wear met Trinny Woodall.